# S/2003 J 19
S/2003 J 19 es un satélite retrógrado irregular de Júpiter. Fue descubierto por un equipo de astrónomos de la Universidad de Hawái dirigidos por Scott S. Sheppard, en el año 2003.
S/2003 J 19 tiene unos 2 kilómetros de diámetro, y orbita a Júpiter a una distancia media de 22,709 Millones de km en 699.125 días, a una inclinación de 166° a la eclíptica (167° al ecuador de Júpiter), en una dirección retrógrada y con una excentricidad de 0,1961. 
Pertenece al grupo de Carmé, compuesto de los satélites irregulares retrógrados de Júpiter en órbitas entre los 23 y 24 millones de km y en una inclinación de alrededor de 165°.